# Villers-la-Montagne
 Villers-la-Montagne  es una población y comuna francesa, en la región de Lorena, departamento de Meurthe y Mosela, en el distrito de Briey y cantón de Villerupt.

## Demografía
| 1079 | 1060 | 1013 | 1273 | 1226 | 1323 |
| Para los censos de 1962 a 1999 la población legal corresponde a la población sin duplicidades (Fuente: INSEE [Consultar]) |      |      |      |      |      |